# پاکسازی گسترده یهودیان در لهستان اشغالی توسط آلمان نازی
پاکسازی گسترده یهودیان در لهستان اشغالی توسط آلمان نازی گزارشی تهیه شده توسط دولت در تبعید لهستان در ۱۰ دسامبر ۱۹۴۲ بود که به وزیران امور خارجه ۲۶ دولت امضاکنندهٔ اعلامیه ملل متحد فرستاده شد. این گزارش نخستین مدرک رسمی بود که توجه اذهان عمومی غرب را به هولوکاست در لهستان اشغالی جلب کرد.

## تاریخچه
این بروشور شامل گزارش‌ها و اسنادی دربارهٔ هولوکاست در لهستان بود و مهم‌ترین بخش آن را یادداشت رازینسکی تشکیل می‌داد که توسط ادوارد برنارد رازینسکی، وزیر امور خارجه دولت در تبعید لهستان، بر پایه اطلاعات ارسالی توسط ارتش میهنی تهیه شده و شامل اطلاعاتی دربارهٔ کشتارها با گلوله و نیز بهره‌گیری از گاز سمی می‌شد. به نوشته این گزارش یهودیان از گتوی ورشو به تربلینکا، بلزک و سوبیبور فرستاده شده بودند؛ مکان‌هایی که به درستی توسط دولت زیرزمینی لهستان به عنوان «اردوگاه‌های پاکسازی» معرفی شدند. به گفته رازینسکی، از سه میلیون یهودی لهستانی، یک سومشان کشته شده بودند؛ اگرچه این تخمین او در واقع کمتر از تخمین‌های دقیق‌تر بود.

## پذیرش
اگرچه این گزارش دارای اطلاعات گسترده و با جزئیات از آزار و اذیت و کشتار یهودیان در لهستان بود، اما تأثیر آن محدود ماند چرا که باور به اینکه آلمانی‌ها در حال پاکسازی سیستماتیک یهودیان بودند برای بسیاری از مردم در بیرون اروپای اشغالی سخت بود. پس از ملاقات با یان کارسکی، که چندین سفر پنهانی به مناطق اشغالی د لهستان انجام داده بود و توانست با فرار خود به نیروهای متفق هشدار دهد، فلیکس فرانکفورتر قاضی یهودی دیوان عالی آمریکا عنوان کرد که فکر نمی‌کند کارسکی دروغ گفته باشد، اما نمی‌تواند به گفته‌های او باور پیدا کند. با این حال بروشور توانست باعث رشد آگاهی در زمینه کشتار یهودیان شود و زنگ خطر برای دیگر سیاست‌مداران در سراسر جهان را به صدا درآورد.
اغلب مفسان به این پرسش که چرا این گزارش زودتر منتشر نشده، حتی پس از آنکه دولت در تبعید لهستان توسط دولت زیرزمینی و گروه‌های مقاومت از کشتارها مطلع شده بود، اشاره کرده‌اند. امانوئل رینگل‌بلوم، تاریخ‌نویس گتو ورشو، دولت زیرزمینی لهستان را متهم می‌کند که حاضر به درز اطلاعات دربارهٔ کشتار یهودیان نبود؛ به باور او، این اتفاق تنها پس از اصرارهای پیاپی یهودیان رخ داد. او همچنین به سکوت دولت در تبعید در اشاره به کشتار گتو ورشو میان ژوئیه تا سپتامبر ۱۹۴۲ تاخت. به نوشته ایگناسی شوارتزبارت که یکی از دو عضو یهودی دولت در تبعید بود، لهستانی‌ها از این هراس داشتند که جلب توجه متفقین به زجر مردم یهود باعث کم شدن توجهشان به زجر و دردهای مردم لهستانی شود. بعضی تاریخ‌دان‌ها این ادعا را پذیرفته‌اند و بعضی دیگر اما این نظریه را مطرح کرده‌اند که عدم توجه به کشتار یهودیان می‌توانسته برآمده از شوک و ناباوری شدید از کشتاری در آن ابعاد بوده باشد.

## پیوندهای مرتبط
- کتاب سفید لهستان
- گزارش پیلکی